# Automobile Club de Monaco
Automobile Club de Monaco (ACM) är ett idrottsförbund som sanktionerar motorsport inom furstendömet Monaco och är medlem i det internationella motorsportförbundet Fédération Internationale de l'Automobile (FIA). De sanktionerar och arrangerar Monacos Grand Prix i Formel 1, Monte Carlo-rallyt i Rally-VM, Monacos Eprix i Formel E och Monacos historiska Grand Prix.
Idrottsförbundet bildades 1890 som Sport Vélocipédique Monégasque och var initialt ett förbund för enbart cykelsport. 1907 blev det även ett förbund för motorsport och fick namnet Sport Vélocipédique et Automobile Monégasque. Den regerande fursten Albert I av Monaco beordrade förbundet om att skapa ett internationellt motorsportarrangemang och 1911 arrangerade man Monte Carlo-rallyt för första gången och det kördes i olika delar av Europa och avslutades i furstendömet. Den 29 mars 1925 upphörde man med cykelsporten och blev ett renodlat motorsportförbund, man antog samtidigt Automobile Club de Monaco som sitt förbundsnamn. ACM var vid den tidpunkten klassificerad som ett regionalt franskt motorsportförbund, trots Monacos självständighet från Frankrike ett halvt millennium tidigare och från monegaskernas sida ville man ha ett eget nationellt. De ansökte om att bli det hos det dåvarande internationella motorsportförbundet Association Internationale des Automobile Clubs Reconnus (AIACR), där fick ACM dock avslag med motiveringen om att furstendömet arrangerade inga motorsportarrangemang inom sitt territorium och därför kunde inte AIACR klassificera det som nationellt. ACM svarade med att utse Antony Noghés om att konstruera en racingbana i syfte att arrangera sitt första nationella motorsportarrangemang i Monacos Grand Prix 1929, ett drag som gjorde att ACM fick som de ville och blev klassificerad som just ett nationellt motorsportförbund av AIACR.